# 博讷维尔
博讷维尔（法語：Bonneville，法語：[bɔnvil] ⓘ），法国东部城市，奥弗涅-罗讷-阿尔卑斯大区上萨瓦省的一个市镇，同时也是该省的一个副省会，下辖博讷维尔区，其市镇面积为27.2平方公里，2022年1月1日时人口数量为13,320人，在法国城市中排名第777位。
博讷维尔位于上萨瓦省中部，阿尔卑斯山西北部，阿尔沃河畔，是一座区域性的中心城市，被认为是福西尼地区的首府。

## 地名来源
“博讷维尔”一名来源于法兰克-普罗旺斯语“bôna vèla”，意为“优美的乡村”。

## 历史

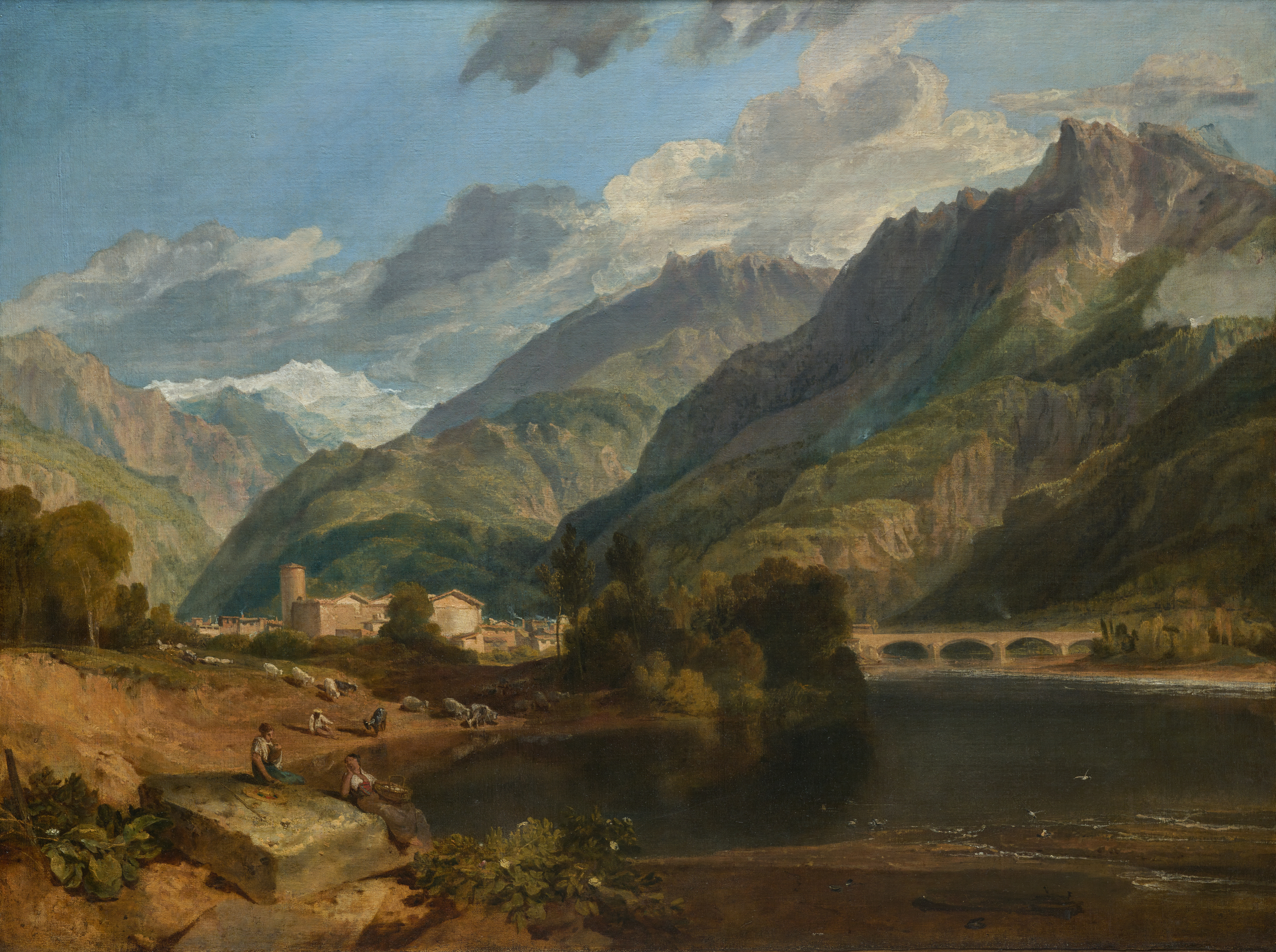
19世纪初的博讷维尔（绘画）

博讷维尔始建于公元12世纪，彼时，这一区域为萨瓦王室的一部分，萨瓦伯爵皮埃尔二世在此修建了一处军事城堡，成为博讷维尔的城市前身，其长女贝阿特丽丝长期居住于此。1283年，“博讷维尔”首次成为当地的官方名称，1289年，贝阿特丽丝为博讷维尔颁布了市镇宪章。14世纪后，博讷维尔逐渐取代了克吕斯，成为福西尼地区的政治和经济中心。这一现象引发了克吕斯领主和商人的不满，博讷维尔多次遭遇军事围攻。1442年和1618年，博讷维尔分别遭遇了严重的火灾，造成大量建筑被毁。法国大革命期间，博讷维尔被革命派更名为“蒙莫莱”（Mont-Molez），后成为上萨瓦省的一个市镇，同时也是该省的一个地区行署，1800年起成为副省会。1815至1860年间，博讷维尔所处的萨瓦地区被萨丁王国控制，后重归法国。工业革命期间，连接勃朗峰的铁路由此通过，博讷维尔出现了少量工业部门。蓬希（Pontchy）和伊奥山岭镇（La Côte-d'Hyot）分别于1961年和1964年整体并入博讷维尔的市镇范围。

## 地理

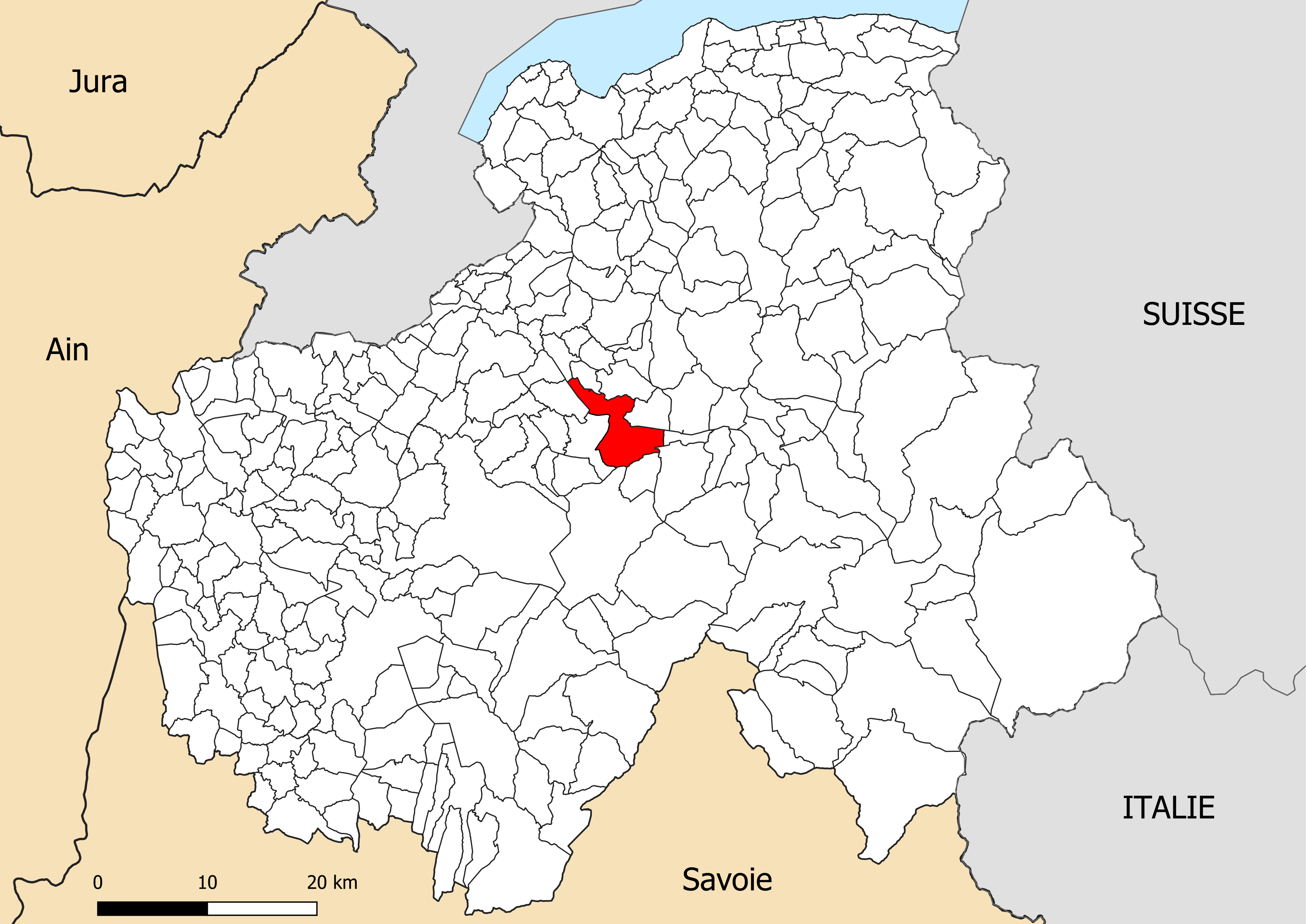
博讷维尔（红色）在上萨瓦省的位置

博讷维尔位于法国东部，奥弗涅-罗讷-阿尔卑斯大区东北部和上萨瓦省中部，距离省会阿讷西大约41公里。与博讷维尔接壤的市镇包括：阿朗通、艾斯、布里宗、阿尔沃河畔孔塔米讷、福西尼、蒙萨克索内、圣让德托洛姆、福西尼地区圣皮埃尔、武日。

### 地形
博讷维尔位于阿尔沃河谷中，市区地势平坦，南北两侧则为高耸的山峦，其中南侧为昂代峰，北侧为勒莫勒山，全境海拔在428到1,877米之间。

### 水文
阿尔沃河自东向西流经境内，其左岸支流博讷河在此与其交汇，属于罗讷河水系。

### 植被
博讷维尔属于温带落叶林区，其中部分高海拔地区有针叶林分布。境内的主要林地分布于山区及河流两岸。
在鲜花城市的评比中，博讷维尔被评为2星级鲜花城市。

### 气候
博讷维尔在柯本气候分类法中属于带有山地特征的温带海洋性气候，因其海拔较高，加之周边地形封闭，当地气候的海洋性特征不明显。
距离博讷维尔最近的气象站位于艾兹境内，以下为该气象站的数据（其中日照数据取自日内瓦）：
| 艾兹1981年－2019年  | 艾兹1981年－2019年 | 艾兹1981年－2019年 | 艾兹1981年－2019年 | 艾兹1981年－2019年 | 艾兹1981年－2019年 | 艾兹1981年－2019年 | 艾兹1981年－2019年 | 艾兹1981年－2019年 | 艾兹1981年－2019年 | 艾兹1981年－2019年 | 艾兹1981年－2019年 | 艾兹1981年－2019年 | 艾兹1981年－2019年 |
| 月份                | 1月                | 2月                | 3月                | 4月                | 5月                | 6月                | 7月                | 8月                | 9月                | 10月               | 11月               | 12月               | 全年               |
| ------------------- | ------------------ | ------------------ | ------------------ | ------------------ | ------------------ | ------------------ | ------------------ | ------------------ | ------------------ | ------------------ | ------------------ | ------------------ | ------------------ |
| 历史最高温 °C（°F） | 16.4 (61.5)        | 22.6 (72.7)        | 25.7 (78.3)        | 28.9 (84.0)        | 33.1 (91.6)        | 35.1 (95.2)        | 40.4 (104.7)       | 40 (104)           | 33.2 (91.8)        | 28 (82)            | 22.6 (72.7)        | 20.4 (68.7)        | 40.4 (104.7)       |
| 平均高温 °C（°F）   | 4.3 (39.7)         | 7.1 (44.8)         | 12.5 (54.5)        | 16.1 (61.0)        | 20.7 (69.3)        | 24.3 (75.7)        | 27.2 (81.0)        | 26.4 (79.5)        | 21.8 (71.2)        | 16.3 (61.3)        | 8.9 (48.0)         | 4.7 (40.5)         | 15.9 (60.6)        |
| 日均气温 °C（°F）   | 0.7 (33.3)         | 2.4 (36.3)         | 6.5 (43.7)         | 9.7 (49.5)         | 14.3 (57.7)        | 17.6 (63.7)        | 20.1 (68.2)        | 19.5 (67.1)        | 15.7 (60.3)        | 11.2 (52.2)        | 4.9 (40.8)         | 1.5 (34.7)         | 10.3 (50.5)        |
| 平均低温 °C（°F）   | −2.9 (26.8)        | −2.3 (27.9)        | 0.5 (32.9)         | 3.3 (37.9)         | 7.9 (46.2)         | 11 (52)            | 13 (55)            | 12.7 (54.9)        | 9.6 (49.3)         | 6.1 (43.0)         | 1 (34)             | −1.7 (28.9)        | 4.9 (40.8)         |
| 历史最低温 °C（°F） | −23.9 (−11.0)      | −23.2 (−9.8)       | −15 (5)            | −7 (19)            | −3.9 (25.0)        | −0.8 (30.6)        | 2.8 (37.0)         | 3 (37)             | −0.5 (31.1)        | −5.5 (22.1)        | −11.1 (12.0)       | −16.5 (2.3)        | −23.9 (−11.0)      |
| 平均降水量 mm（）   | 77.6 (3.06)        | 68.5 (2.70)        | 82.5 (3.25)        | 89.5 (3.52)        | 121.1 (4.77)       | 121.9 (4.80)       | 108.7 (4.28)       | 113 (4.4)          | 116.1 (4.57)       | 106.9 (4.21)       | 95.2 (3.75)        | 90.3 (3.56)        | 1,191.3 (46.90)    |
| 月均日照時數        | 59                 | 88.9               | 154.1              | 176.3              | 197                | 234.7              | 262.9              | 237                | 189.2              | 118.4              | 67.1               | 50.1               | 1,834.7            |
| 来源：infoclimat.fr |                    |                    |                    |                    |                    |                    |                    |                    |                    |                    |                    |                    |                    |

## 行政区划
博讷维尔是法国奥弗涅-罗讷-阿尔卑斯大区上萨瓦省的一个市镇，编号为74042，它也是上萨瓦省的一个副省会。博讷维尔下辖博讷维尔区，隶属于上萨瓦省第三选区，管理博讷维尔县，同时也是福西尼-格利耶尔市镇公共社区的办公驻地。
法国国家统计与经济研究所（简称）在进行数据统计时，将博讷维尔及相邻的另外17个市镇设为克吕斯城市核心区，并将包括核心区在内的周边共25个市镇划为克吕斯城市区。自2020年起，博讷维尔城市区被划入含有158个市镇的“日内瓦-阿讷马斯城市辐射区”（Aire d'attraction des villes de Genève - Annemasse）。此外，还将博讷维尔市镇分为了5个“块区”（IRIS），以便于统计人口分布情况。

## 交通

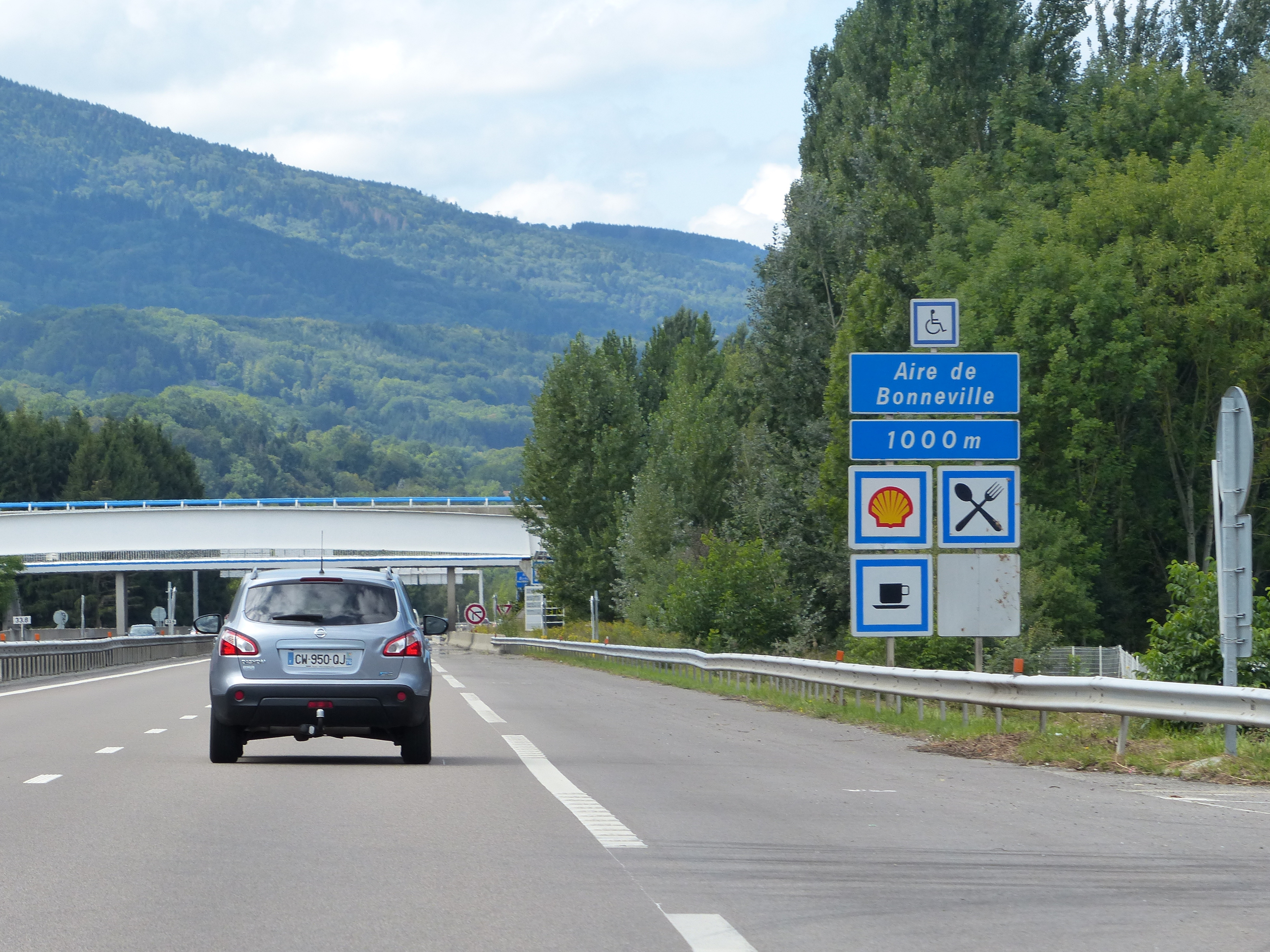
A40高速公路博讷维尔段

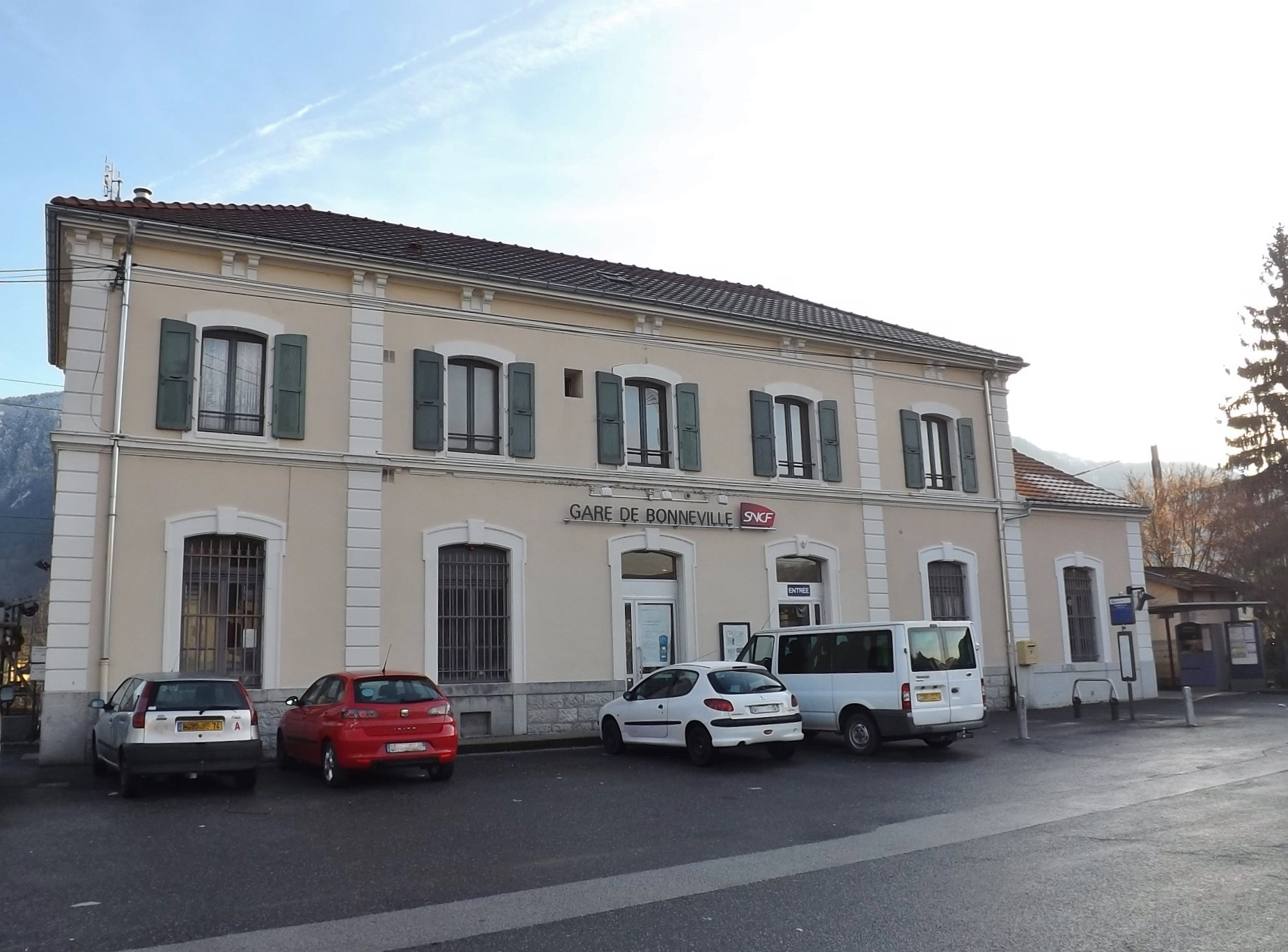
博讷维尔火车站

### 公路
法国国家A40号高速公路经过博讷维尔，通过16和17两个出入口连接市区，此外多条上萨瓦省省道在博讷维尔境内交汇，奥弗涅-罗讷-阿尔卑斯大区下属的城际客运提供巴士线路，可直达省会阿讷西。
2017年，76.4%的博讷维尔家庭拥有至少一辆的私人汽车。2019年，博讷维尔境内共发生各类交通事故8起，造成1人遇难，8人受伤。

### 铁路
博讷维尔位于福龙河畔拉罗什－圣热尔韦莱班铁路上。博讷维尔站位于市区中东部，停靠往返于贝勒加德和圣热尔韦莱班一线的区域列车，冬季及节假日则加开前往巴黎及法国多个城市的高速列车。

### 航空
距离博讷维尔最近的民用航空站为日内瓦国际机场，距离博讷维尔市中心的公路里程约35公里。

### 城市公共交通
博讷维尔城市公共交通（商业名称为）是博讷维尔和福龙河畔拉罗什的城市公共交通系统。截至2021年3月，该系统共包括12条公交线路，路网覆盖了博讷维尔市区内的主要街道和居民区。

## 政治

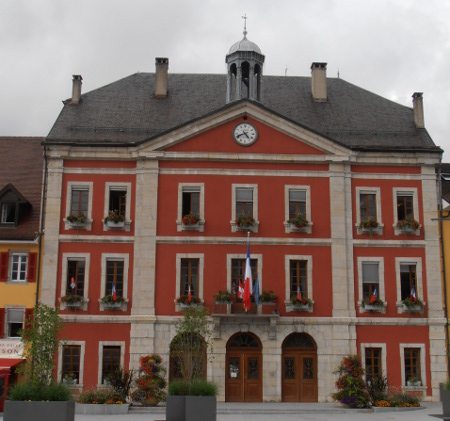
博讷维尔市政厅

博讷维尔的现任市长为斯泰凡·瓦利先生（Stéphane Valli），他是共和党的一名成员，在2020年的市政选举中获得了77.52%的支持率。
在2017年的法国总统大选中，法国第25任总统埃马纽埃尔·马克龙在博讷维尔获得了62.27%的支持率。
| 博讷维尔历届市长 |                 |                                            |
| 任期             | 市长            | 党派                                       |
| 1944年－1953年   | 路易·布里福     | 不详                                       |
| 1953年－1977年   | 皮埃尔·法利永   | 無黨籍                                     |
| 1977年－1983年   | 罗贝尔·塞尔沃兹 | PS社会党                                   |
| 1983年－2001年   | 米歇尔·梅朗     | UDF法国民主联盟 →DL民主自由                |
| 2001年－2015年   | 马蒂亚尔·萨迪耶 | UDF法国民主联盟 →UMP人民运动联盟 →LR共和黨 |
| 2015年－         | 斯泰凡·瓦利     | LR共和黨                                   |

## 人口
2018年，博讷维尔市镇人口数量为12,557，在法国排名第777位。其中男性6,520人，女性6,088人，75岁及以上人口占5.3%，外籍人口数量为2,840人，人口密度为463人/平方公里，当地居民被称为（男性）或（女性）。2019年，博讷维尔境内出生168人，死亡人口70人。
| 年份   | 1936  | 1946  | 1954  | 1962  | 1968  | 1975  | 1982  | 1990  | 1999   | 2006   | 2011   | 2016   | 2018   |
| ------ | ----- | ----- | ----- | ----- | ----- | ----- | ----- | ----- | ------ | ------ | ------ | ------ | ------ |
| 人口數 | 2,368 | 2,452 | 2,913 | 4,164 | 5,543 | 7,702 | 8,814 | 9,998 | 10,463 | 10,691 | 12,201 | 12,735 | 12,557 |

## 经济
博讷维尔是一个区域性的中心城市，当地共有各类用人单位1,428家，平均历史为17年，其中97.19%为中小型企业（PME）。（交通管理）、（装饰品生产）及（日用品生产）是当地2019年营业额最高的三个企业，分别为212,580,000欧元、59,964,000欧元和48,290,930欧元。

## 财政收入
2019年，博讷维尔的财政收入总额为23,840,500欧元，财政支出总额为20,887,200欧元，当年的债务总额为20,613,000欧元。2020年，博讷维尔共获得865,546欧元的国家财政补助，比上一年减少了0.18%。
2015年，博讷维尔的人均月收入总额为2,255欧元，其中高级职员为4,032欧元，低于法国平均水平（4,103欧元）；中级职员为2,603欧元，高于法国平均水平（2,311欧元）；普通职员为1,845欧元，亦高于法国平均水平（1,662欧元）。
2017年，博讷维尔境内的青壮年（15至64岁）失业率为13.9%，当地55.4%的家庭拥有纳税资格，平均纳税2,465欧元，低于法国平均水平（3,888欧元）。

## 社会事务

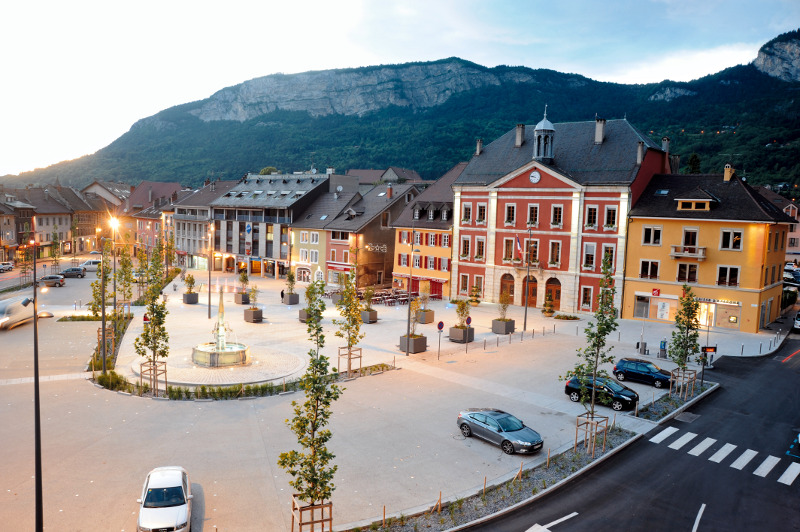
博讷维尔市镇广场

### 教育
博讷维尔属于格勒诺布尔学区。截止2019年1月1日，博讷维尔境内共有1所幼儿园、6所小学、1所初级中学、1所普通高中和1所职业高中。2018至2019学年度，博讷维尔境内共有在校中等教育阶段学生1,636名。

### 医疗
截止2019年1月1日，博讷维尔境内共有全科医生14名、保健师17名、牙医10名、护士8名、皮肤科医生1名、助产士6名和妇科医生1名。境内共有药房4家、养老院1家、残疾人帮扶中心1家。
博讷维尔是阿尔卑斯-莱芒中心医院的服务范围，后者是法国的一个区域性医疗机构，其主病区位于阿尔沃河畔孔塔米讷，设有床位388个，是这一区域规模最大的公立综合性医院。

### 住房
2017年，博讷维尔境内共有各类住房6,112套，其中32.9%为独立式居民区，66.2%为集中式居民区。常住房屋占博讷维尔市镇范围内居民建筑总量的87.2%。
在住房保障政策方面，2017年，博讷维尔境内共有849户家庭获得了住房经济补助，受益人数占总人口数量的6.7%，其中822份为房租补助。

### 商业
2019年，博讷维尔境内共有各类实体商铺270家，其中餐厅27家、大型超市6家、杂货店3家、面包房8家、肉铺7家、书店3家、装饰品店1家、银行门店11家、美容美发店20家、汽车维修店23家。市区东南部建有开放式商业街区，市区北部则有一家Intermarché超市。

### 体育
2019年，博讷维尔境内共有3间体育馆、1座综合体育场、6处网球场、1处马术场以及3处足球或橄榄球场。
截至2021年3月，博讷维尔境内共有1支注册足球俱乐部和1支注册五人制足球队。

### 环境
博讷维尔的环境事务由其所属的公共社区负责。2019年，博讷维尔境内暂无污染企业。

### 治安
2019年，博讷维尔市镇范围内有1处宪兵队。
2014年，博讷维尔及附近地区共发生各类案件5,989起，其中盗窃类案件3,312起，经济类案件629起，毒品交易类案件698起。

## 文化
2019年，博讷维尔境内暂无任何文化设施。博讷维尔市政府提供多媒体中心，向公众全年开放。

### 建筑
博讷维尔境内有多处法国国家文物保护单位，其中博讷维尔城堡、博讷维尔圣卡特琳教堂等为当地的代表性建筑物。

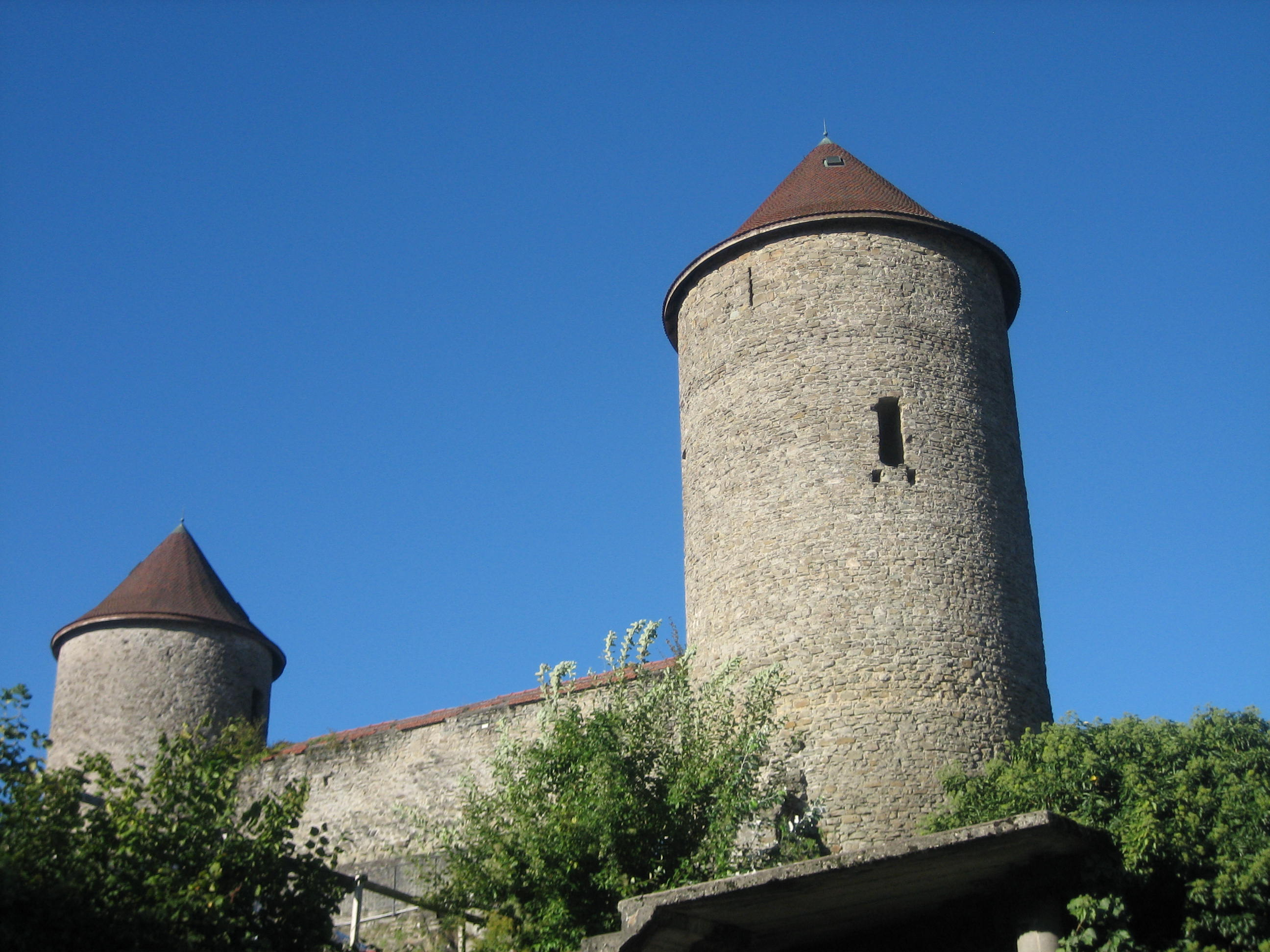
博讷维尔城堡（法语：Château de Bonneville (Haute-Savoie)）
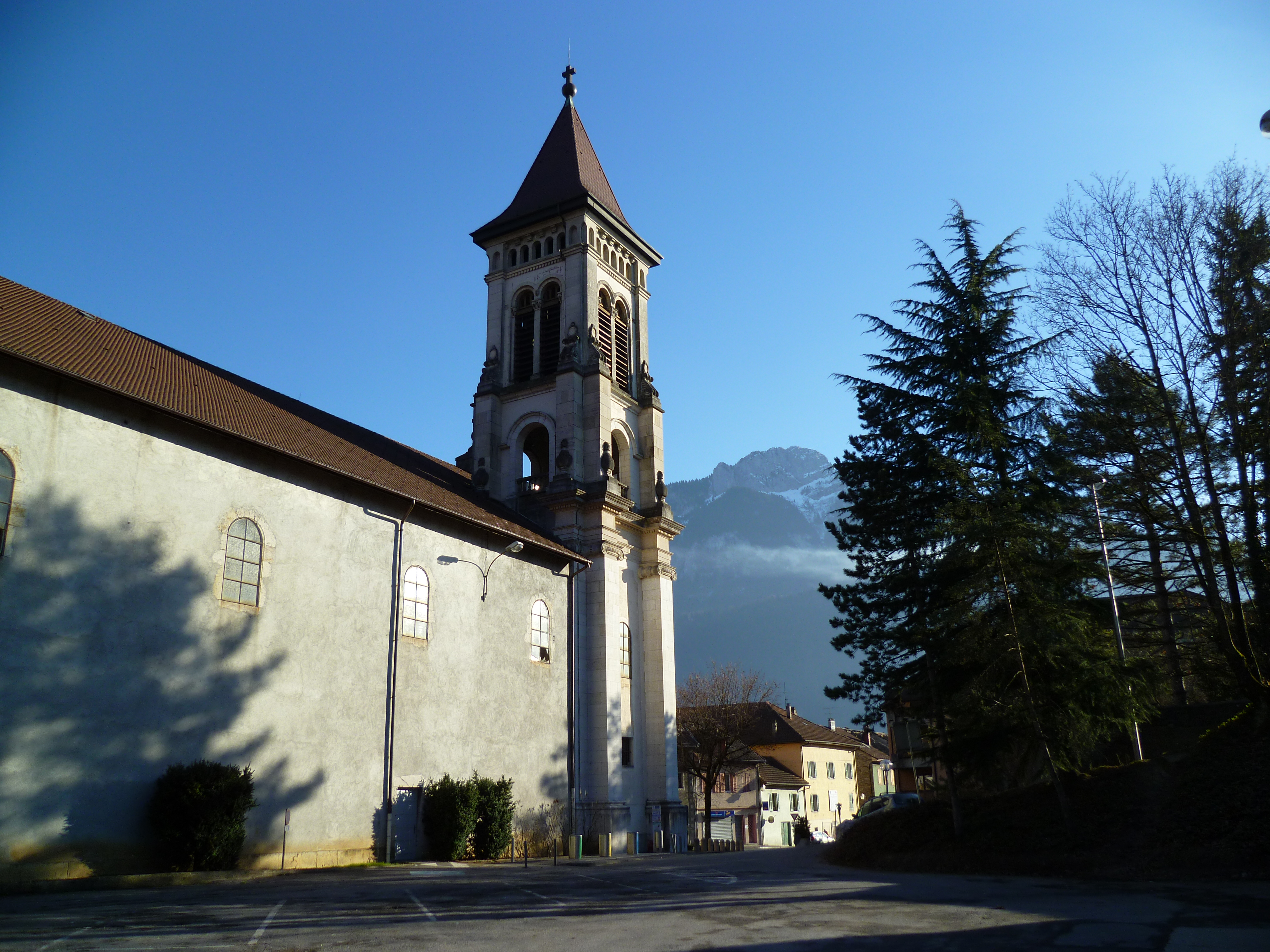
圣卡特琳教堂（法语：Église Sainte-Catherine de Bonneville）
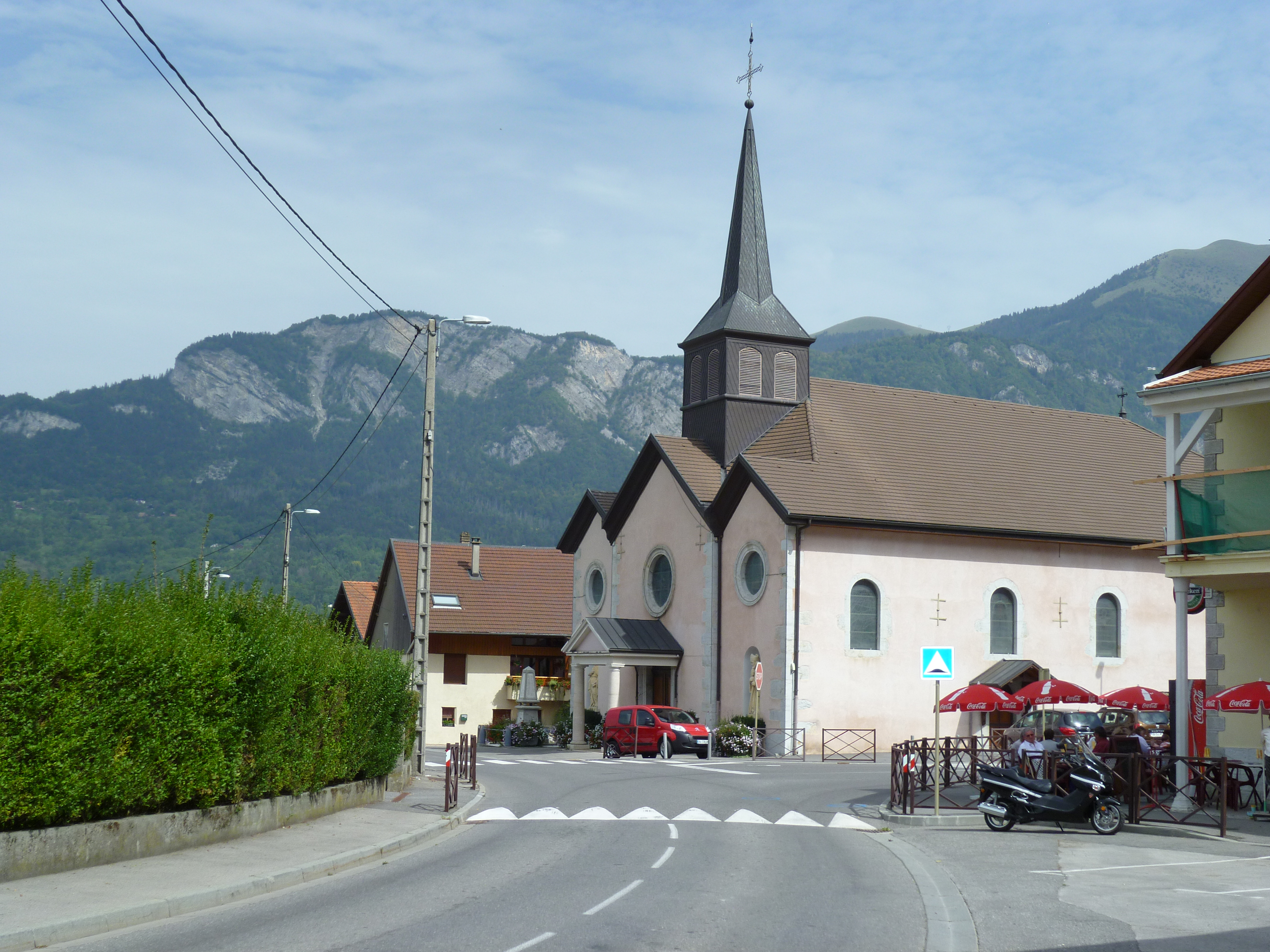
蓬希圣马丁教堂
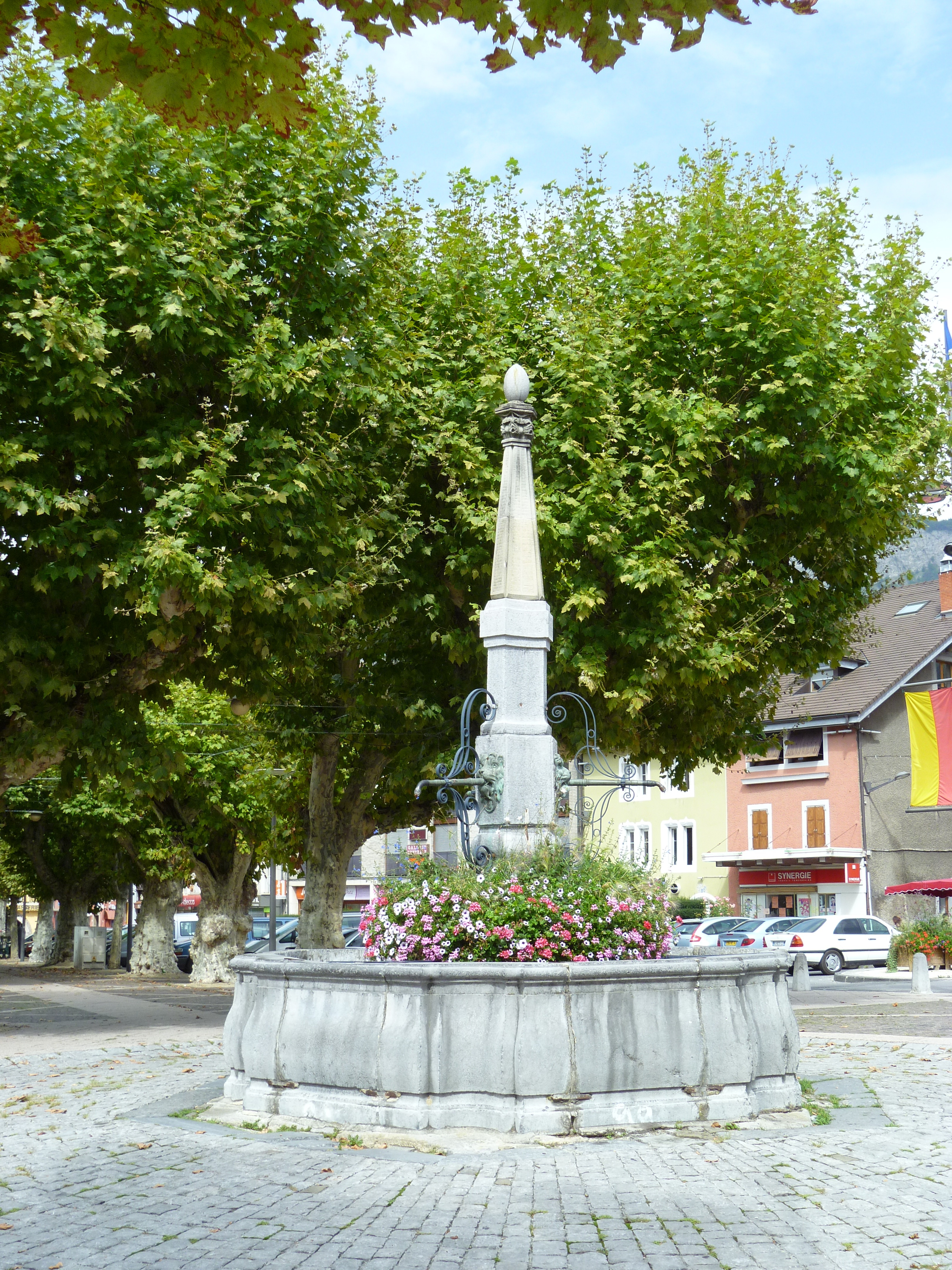
喷泉
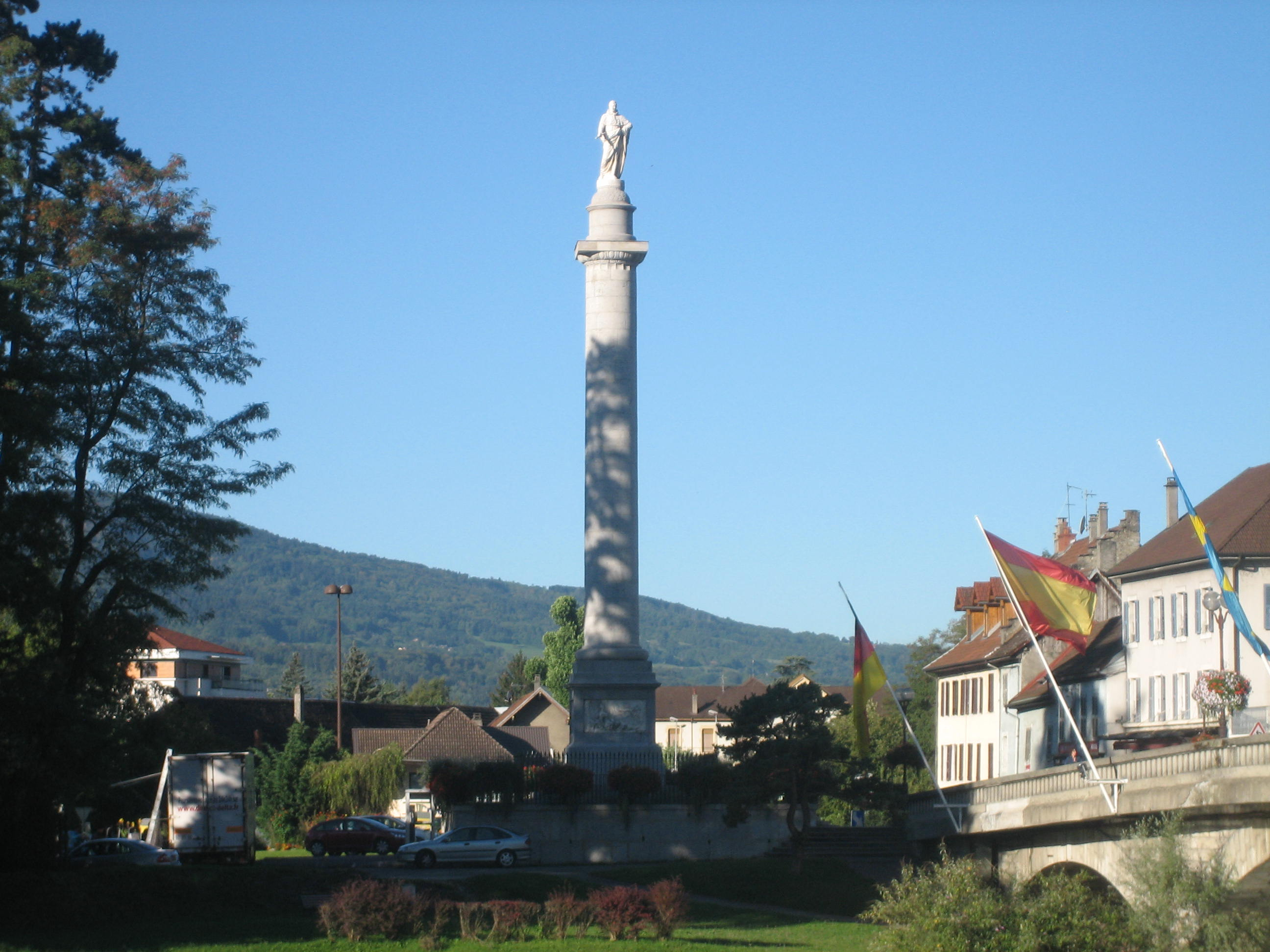
夏尔·菲利克斯雕塑

### 旅游
博讷维尔的旅游事务由其所属的公共社区负责。2020年，博讷维尔境内共有3家宾馆共计43间房间；另有1个露营地，可容纳共69辆露营车。

### 媒体
法国主要的媒体均可在博讷维尔接收，法国电视三台下属的奥弗涅-罗讷-阿尔卑斯大区频道在部分时段播出博讷维尔所属区域的地方新闻。

## 相关人物
法国地理学家保罗·吉绍内、演员加布里埃尔·卡唐和女登山运动员卡里娜·吕比出生于博讷维尔。
法国政治家米歇尔·梅朗曾于1983至2001年间担任博讷维尔市长职务。

## 友好城市
截至2021年3月，博讷维尔共与两座城市互为友好城市关系：
- 德国 布赖斯高地区施陶芬（1963年）
- 義大利 拉科尼吉（1989年）